# Ammosphaeroidinidae
Ammosphaeroidinidae es una familia de foraminíferos bentónicos de la superfamilia Recurvoidoidea, del suborden Lituolina y del orden Lituolida. Su rango cronoestratigráfico abarca desde el Calloviense (Jurásico medio) hasta la Actualidad.

## Discusión
Clasificaciones previas incluían Ammosphaeroidinidae en la superfamilia Haplophragmioidea, así como en el suborden Textulariina del orden Textulariida, o en el orden Lituolida sin diferenciar el Suborden Lituolina.

## Clasificación
Ammosphaeroidinidae incluye a las siguientes subfamilias y géneros:
- Subfamilia Ammosphaeroidininae
  - Ammosphaeroidina
  - Cystammina
  - Praecystammina †
- Subfamilia Recurvoidinae
  - Budashevaella †
  - Cribrostomellus
  - Cribrostomoides
  - Recurvoidatus
  - Recurvoidella †
  - Recurvoides
  - Thalmannammina

Otros géneros considerados en Ammosphaeroidinidae son:
- Ammochilostoma de la subfamilia Ammosphaeroidininae, aceptado como Cystammina
- Circus de la subfamilia Recurvoidinae, sustituido por Budashevaella
- Martyschiella de la subfamilia Recurvoidinae, aceptado como Thalmannammina
- Thalmannorecurvoides de la subfamilia Recurvoidinae, aceptado como Thalmannammina
- Trochitendina de la subfamilia Recurvoidinae, aceptado como Recurvoides